# Lancer du poids féminin aux championnats du monde d'athlétisme 2005
Navigation
Paris 2003 Osaka 2007
L'épreuve du lancer du poids féminin des championnats du monde d'athlétisme 2005 s'est déroulée les 12 et 13 août 2005 dans le Stade olympique d'Helsinki, en Finlande. Elle est remportée par la Russe Olga Ryabinkina. La Biélorusse Nadzeya Astapchuk, initialement vainqueur du concours, est disqualifiée pour dopage en 2014. La Russe Svetlana Krivelyova, initialement troisième, est également disqualifiée pour dopage.

## Résultats

### Finale
| Rang               | Athlète             | Pays             | Essais | Essais | Essais | Essais | Essais | Essais | Marque  | Notes |
| Rang               | Athlète             | Pays             | 1      | 2      | 3      | 4      | 5      | 6      | Marque  | Notes |
| ------------------ | ------------------- | ---------------- | ------ | ------ | ------ | ------ | ------ | ------ | ------- | ----- |
| Médaille d'or      | Olga Ryabinkina     | Russie           | X      | 19.34  | 19.64  | X      | 19.06  | 18.76  | 19.64 m |       |
| Médaille d'argent  | Valerie Vili        | Nouvelle-Zélande | X      | 18.23  | 19.62  | 19.33  | X      | 19.62  | 19.62 m |       |
| Médaille de bronze | Nadine Kleinert     | Allemagne        | X      | 17.92  | 18.70  | 18.87  | 19.07  | X      | 19.07 m |       |
| 4                  | Yumileidi Cumba     | Cuba             | 18.37  | X      | X      | 18.57  | X      | 18.64  | 18.64 m |       |
| 5                  | Li Meiju            | Chine            | 17.51  | 18.20  | 18.35  | X      | 18.10  | X      | 18.35 m |       |
| 6                  | Natallia Khoroneko  | Biélorussie      | 16.91  | 17.85  | 18.25  | 18.02  | 18.34  | X      | 18.34 m |       |
| 7                  | Christina Schwanitz | Allemagne        | 17.55  | 18.02  | X      |        |        |        | 18.02 m |       |
| 8                  | Misleydis González  | Cuba             | 17.85  | 18.01  | 17.82  |        |        |        | 18.01 m |       |
| 9                  | Lieja Tunks         | Pays-Bas         | 17.83  | 17.60  | X      |        |        |        | 17.83 m |       |
| 10                 | Assunta Legnante    | Italie           | X      | 16.99  | X      |        |        |        | 16.99 m |       |
| —                  | Nadzeya Astapchuk   | Biélorussie      | 20.30  | 20.13  | X      | X      | 20.23  | 20.51  | 20.51 m | DQ    |
| —                  | Svetlana Krivelyova | Russie           | 17.35  | 18.47  | 19.16  | 18.59  | 19.10  | 18.94  | 19.16 m | DQ    |

## Légende
Records et Performances
- AR : Record continental (area record)
- CR : Record des championnats (championship record)
- MR : Record du meeting (meet record)
- NR : Record national (national record)
- OR : Record olympique (olympic record)
- PR : Record paralympique (paralympic record)
- PB : Record personnel (personal best)
- SB : Meilleure performance personnelle de la saison (season's best)
- WL : Meilleure performance mondiale de l'année (world leader)
- WJR : Record du monde junior (world junior record)
- WR : Record du monde (world record)

Circonstances et Conditions
- DNF : N'a pas terminé (did not finish)
- DNS : N'a pas pris le départ (did not start)
- DQ : Disqualification (disqualification)
- NM : Aucun essai valable enregistré (No Mark)
- Q : Qualifié « directement » au prochain tour (ou à la prochaine compétition), lors d'une compétition majeure, grâce au classement ou à la réalisation des minima (automatic qualifier)
- q : Qualifié au prochain tour (ou à la prochaine compétition), lors d'une compétition majeure, grâce au repêchage ou à la réalisation de l'une des meilleures performances parmi celles des « non qualifiés directement » (grâce au meilleur temps ou à la meilleure distance par exemple) (secondary qualifier)